# Ventilador mecànic

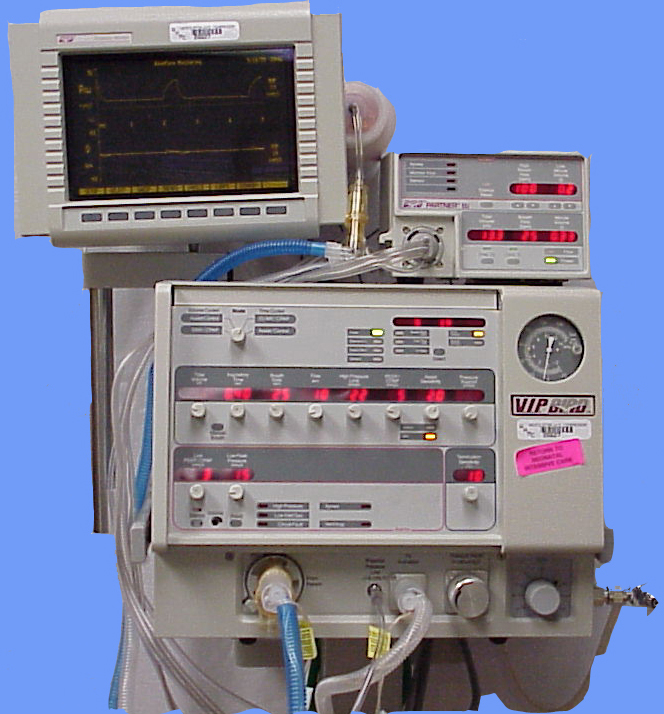
Respirador o ventilador mecànic infantil Bird VIP.

Un respirador mèdic o ventilador clínic és un aparell, d'accionament elèctric -controlat per microprocessador amb mitjans electromagnètics o pneumàtics, que supleix la ventilació pulmonar espontània mitjançant una ventilació mecànica en persones amb una insuficiència respiratòria, ja sigui aguda o crònica. El gas de respiració sol estar enriquit amb oxigen.
Els respiradors s'utilitzen principalment amb pacients en cures intensives hospitalàries, tot i que també poden ser portàtils en el cas d'ambulàncies i urgències o domèstics -per fer-ne ús en domicilis-. Els dispositius anestèsics són també respiradors o ventiladors especialitzats.
Els respiradors poden ser invasius i no invasius. Els respiradors no invasius s'apliquen a pacients amb problemes respiratoris menys greus i ha prou amb unes màscares ajustades a la boca i nas per facilitar la respiració. No obstant això els ventiladors invasius per als casos més greus necessiten intubació -a través de la tràquea-. La intubació impedeix que els malalts puguin parlar el que dificulta la seva comunicació.

## Composició i funcionament bàsic
En la seva forma més simple, un respirador modern de pressió positiva consta dels següents elements que han de ser monitoritzats regularment:
- Turbina o dipòsit de compressió,
- Font d'aire i oxigen,
- Conjunt de vàlvules i tubs,
- Equip o circuit de connexió al pacient, un sol ús o reutilitzable.

El respirador mèdic introdueix i extreu aire dels pulmons per tal de suplir la ventilació pulmonar espontània. Els respiradors actuals operen automàticament, si bé en circumstàncies en què no es disposa d'ells, és possible realitzar la ventilació mitjançant una màscara o bossa amb vàlvula o mitjançant ventilació manual.
El dipòsit d'aire és comprimit pneumàticament diverses vegades per minut per proporcionar al pacient aire circumdant o, en la majoria dels casos, una barreja d'aire i oxigen. Si es fa servir una turbina, la mateixa impulsa aire a través del ventilador, que té una vàlvula de flux que s'ajusta la pressió segons paràmetres específics del pacient. A l'alliberar l'excés de pressió, el pacient exhala passivament a causa de l'elasticitat dels pulmons, i l'aire exhalat surt generalment per una vàlvula que permet el seu pas en una sola direcció. El contingut d'oxigen del gas inspirat es pot ajustar des d'un 21% (aire ordinari) a un 100% (oxigen pur). Les característiques de pressió i flux es poden ajustar de forma mecànica o electrònica.
Els respiradors també poden venir equipats amb sistemes de monitorització i alarma pel que fa als paràmetres del pacient (per exemple, pressió, volum i flux), i també pel que fa a la funció del ventilador (per exemple, fugues d'aire, talls d'energia, falles mecàniques), bateries d'emergència, tancs d'oxigen, i control remot. Avui en dia, el sistema pneumàtic sol substituir per una turbina d'operació computada.
Els respiradors moderns són controlats electrònicament per un petit sistema encastat que permet adaptar amb exactitud les característiques de pressió i flux a les necessitats de cada pacient. Poder afinar la configuració del respirador també permet fer la ventilació més tolerable i còmoda per al pacient. En alguns països (Alemanya, Canadà i Estats Units) ha terapeutes respiratoris, responsables d'ajustar aquests valors, mentre que els tècnics biomèdics s'encarreguen del seu manteniment.
L'equip o circuit de el pacient en general consisteix d'un conjunt de tres tubs de plàstic lleugers i resistents, separats per funció (per exemple: aire inhalat, pressió del pacient, aire exhalat). D'acord amb el tipus de ventilació que es necessiti, l'extrem del circuit que es connecta al pacient pot ser invasiu o no invasiu.
Els mètodes no invasius, adequats per als pacients que només requereixen un respirador durant el son i el descans, usen principalment una mascareta nasal. Els mètodes invasius requereixen intubació, que en pacients que dependran del respirador per molt de temps, serà generalment una cànula de traqueostomia, que és molt més còmoda i pràctica per a la cura a llarg termini que la intubació per laringe o nas. La complexitat i possibles efectes secundaris exigeixen un monitoratge dels ventiladors pels professionals sanitaris.

## El respirador com a sistema vital
Es considera el respirador mèdic o ventilador mèdic com un dels instruments bàsics hospitalaris. La manca o la fallada en la respiració natural (insuficiència respiratòria aguda) pot produir la mort; així mateix, la fallada en la respiració mecànica també pot afectar el malalt, de manera que el respirador mèdic es considera i classifica com a sistema vital. Aquesta classificació obliga a prendre les precaucions necessàries per assegurar que els sistemes mecànics de respiració siguin altament fiables -per evitar posar en perill al pacient- i suficients en números per atendre les demandes sanitàries de la població.
En general, es tenen mecanismes de suport que permeten la respiració manual quan s'interromp l'energia (per exemple, quan el respirador ve incorporat a una màquina d'anestèsia). També poden tenir vàlvules de seguretat que s'obren pas a l'aire circumdant quan s'interromp l'energia, per així intentar evitar l'asfíxia dels pacients que respiren espontàniament. Alguns sistemes també venen equipats amb tancs de gas comprimit, compressors d'aire, i bateries de suport, per proporcionar ventilació en cas de talls d'energia o defectes en la font d'oxigen, i mètodes per operar o demanar ajuda si fallen els seus mecanismes o programes .

## Història i evolució dels respiradors
Hi ha antecedents que es remunten al metge Andrés Vesalio a qui s'atribueix la primera ventilació mecànica el 1543.
El 1907, l'empresa alemanya Dräger va dissenyar el Pulmotor, un respirador mecànic a pressió positiva amb un cilindre d'oxigen o aire comprimit que permetia el seu funcionament. El pacient rebia el gas mitjançant una màscara naso-bucal. Aquest aparell va ser usat com a dispositiu de reanimació per a bombers i policies, però no va ser incorporat als hospitals.
La ventilació mecànica té una altra fita el 1928, amb el que va ser conegut com a pulmó d'acer (en anglès Iron Lung), una forma de ventilació no invasiva amb pressió negativa molt utilitzat durant l'epidèmia de la pòlio.
El 1949, John Emerson va desenvolupar un respirador mecànic per l'anestèsia amb la col·laboració del departament d'anestèsia a la Universitat Harvard. Els ventiladors mecànics es van començar a utilitzar cada vegada més en anestèsia i cures intensives durant la dècada de 1950. La necessitat de tractar els pacients amb poliomielitis i l'ús cada vegada més gran de dels respiradors durant l'anestèsia, va promoure el desenvolupament dels respiradors mèdics. Els medicaments anestèsics milloren les condicions d'operació per al cirurgià, però també paralitzen els músculs respiratoris impedint la respiració, per la qual cosa es feia necessària la ventilació forçada o artificial.

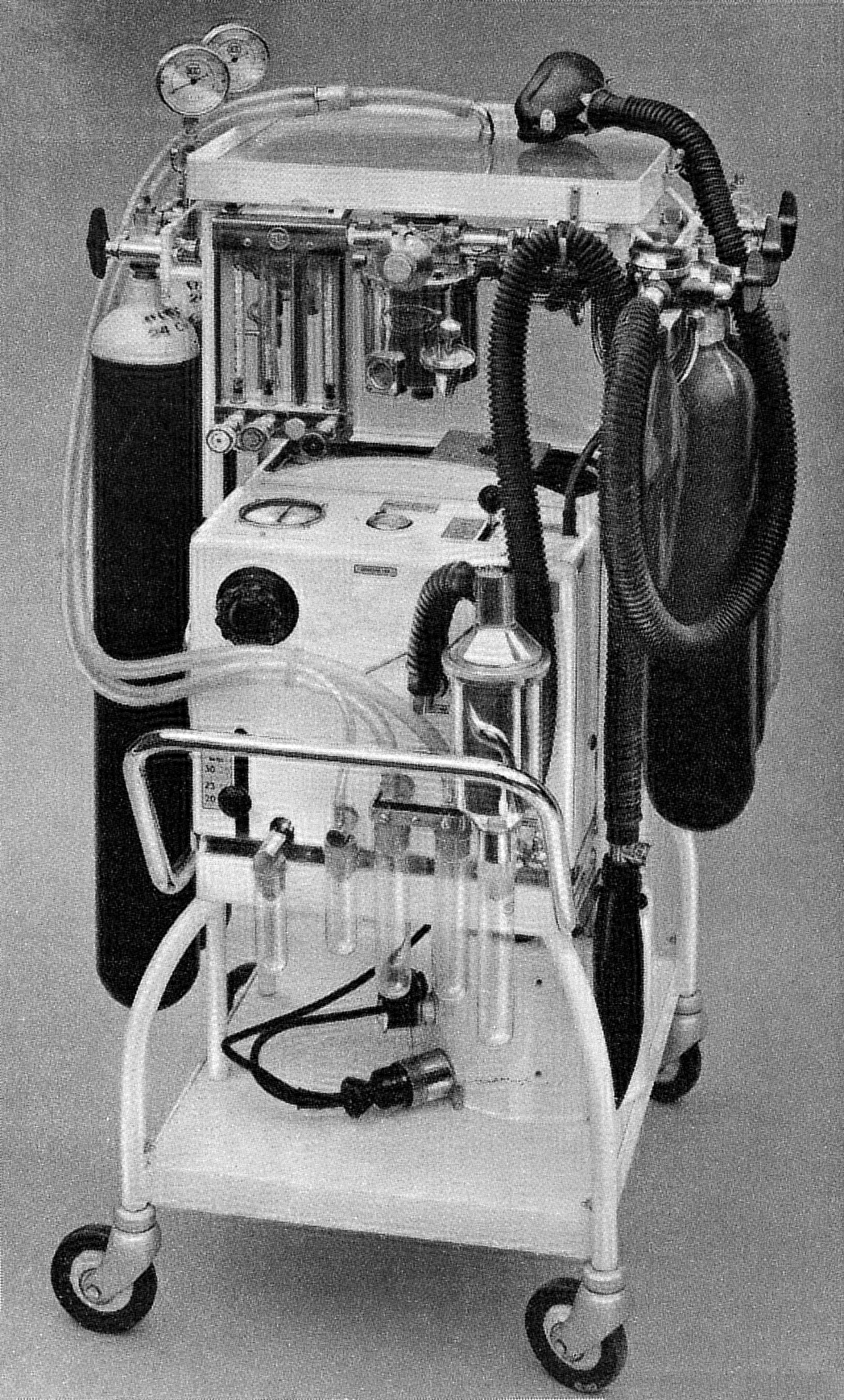
Un respirador mèdic d'East-Radcliffe.

Els motors elèctrics, necessaris per a l'activació de les manxes de ventilació constituïen un problema en les sales d'operacions d'aquest moment, ja que el seu ús provocava un risc d'explosió causa de la presència d'anestèsics inflamables, com ara èter i ciclopropano. El 1952, Roger Manley, del Westminster Hospital de Londres, va desenvolupar un ventilador que funcionava totalment per mitjà de gas comprimit, i es va convertir en el model més popular a Europa durant quatre dècades, fins a la introducció de models controlats per l'electrònica. Aquest model era independent de l'energia elèctrica, i no tenia cap risc d'explosió. El model original Mark I, es va millorar per esdevenir el Manley Mark II, en col·laboració amb l'empresa Blease, que fabrica milers d'aquestes unitats. El seu principi de funcionament és molt simple, el flux de gas d'entrada s'utilitza per aixecar una unitat de manxa, que retorna a la seva posició per gravetat, forçant l'entrada dels gasos en els pulmons del pacient. La pressió de la inflació es regula desplaçant el pes mòbil a la part superior de la manxa. El volum de gas introduït s'ajusta mitjançant un control lliscant, el que limita el recorregut de la manxa. La pressió residual al finalitzar l'espiració també era regulable per un cursor visible a la part inferior dreta del panell frontal. Aquesta era una unitat robusta i la seva disponibilitat va encoratjar la introducció de tècniques de ventilació amb pressió positiva que va ser la tendència principal en la pràctica anestèsica europea.
El llançament el 1955 per Forrest Aus del "Bird Universal Medical respirador" als Estats Units, va canviar la forma en es duia a terme la ventilació mecànica. La petita caixa verda d'aquest respirador es va convertir en una peça habitual dels equips mèdics. Informalment, el "respirador Bird 7" se li denominava "Bird". Era un dispositiu pneumàtic i, per tant, no requeria energia elèctrica per operar.
El 1971 es va introduir el primer ventilador SERVO 900 (de l'empresa Elema-Schönander). Era un ventilador electrònic petit, silenciós i eficaç, amb el famós sistema de retroalimentació SERVO i amb una fàcil regulació exacta del volum d'aire, habitualment enriquida amb oxigen, que en cada cas es vol per aportar al pacient.
El 1979, Indústries Sechrist va presentar el seu ventilador Model 500A que va ser dissenyat específicament per al seu ús amb càmera hiperbàrica.
A principis dels anys vuitanta es va desenvolupar el respirador EV-A de Dräger, que incorporava microprocessadors per controlar el flux de gas respiratori (també per a la compensació automàtica de les fuites); en aquest cas, la funció de les manxes va ser substituïda per vàlvules amb accionament electromagnètic, en lloc de l'anterior mecanisme pneumàtic o elèctric.
La tendència que va seguir, va ser la de models de ventiladors d'ampli ús i versatilitat. El 1991 apareix el ventilador SERVO 300, que permetia ventilar totes les categories de pacients, des de recent nascuts fins a adults, amb un únic ventilador. Aquest avanç va permetre a les UCIs (unitat de cures intensives) dels hospitals, poder tenir menys models de respiradors a l'UCI, en lloc d'una sèrie de diferents models i marques. El 2001, va aparèixer el SERVO-i, que permetia encara més gran adaptabilitat.

### Respiradors per a nadons
Quan es ventilen els nounats i els nadons, s'utilitzen ventiladors especials que protegeixen contra les pressions excessives de les vies respiratòries en particular. El primer ventilador adaptat per a nadons i nens va ser l'anomenat "Baby Pulmotor" de Drägerwerke. El 1975 va aparèixer el model Babylog 1 de àmplia difusió. Els primers ventiladors especialment dissenyats per als nadons es van desenvolupar a finals de la dècada de 1980. El primer ventilador dissenyat exclusivament per a lactants i prematurs va ser el Babylog 8000, que es va introduir el 1989 i funcionava amb vàlvules de control digital i un mesurament precís del flux, el que va permetre per primera vegada ventilar suaument als lactants prematurs. Encara que a partir dels anys 1990 l'aparició de models versàtils va permetre l'ús de ventiladors per a diferents edats, se segueixen fabricant models per a nadons com el Babylog 8000 més.

### Cuirassa de ventilació bifàsica
La cuirassa de ventilació bifàsica (BCV per les sigles en anglès), és un mètode de ventilació que requereix que el pacient porti una cuirassa superior que s'assembla a l'armadura usada pels soldats medievals. La ventilació és bifàsica, perquè la cuirassa està connectada a una bomba que controla activament les dues fases inspiratòria i expiratòria del cicle respiratori. Aquest mètode també ha estat descrit com ventilació amb pressió negativa (VPN), Oscil·lació exterior de paret toràcica (ECWO), compressió de paret toràcica externa (ECWC) i oscil·lació externa d'alta freqüència (EHFO). La BCV pot considerar-se com un refinament del ventilador o respirador conegut com a pulmó d'acer. La cuirassa de ventilació bifàsica va ser desenvolupada pel Dr. Zamir Hayek, un pioner en el camp de la ventilació assistida.

## Respostes davant l'escassetat de respiradors per la COVID-19
Durant la pandèmia de malaltia per coronavirus de 2019-2020 (COVID-19) i la seva extensió a pràcticament tots els països del món, es va produir una escassetat de respiradors mèdics davant l'afluència massiva de malalts amb insuficiència respiratòria i pneumònies als hospitals i a les unitats de cures intensives que requerien l'ús de respiradors mèdics. Molts sistemes sanitaris es van veure desbordats per aquesta pandèmia, i no es va poder atendre correctament a molts pacients. Davant la dificultat d'aconseguir respiradors van sorgir iniciatives conjuntes acadèmiques, tecnològiques, i empresarials, tant per augmentar la producció en les empreses existents com per a la construcció de respiradors alternatius per a ús hospitalari, entre d'altres, utilitzant tècniques d'impressió 3D. Per exemple, el projecte Oxygen.
Proveïdors de respiradors mèdics
- Hersill
- Temel
- Dräger - Babylog 8000 més
- United Industries Hayek